# Seleção Comorense de Futebol
A Seleção Comorense de Futebol representa Comores nas competições de futebol da FIFA. A Federação Comorense de Futebol foi criada em 1979 (ano em que disputou sua primeira competição oficial, os Jogos das Ilhas do Oceano Índico), mas só se filiou à CAF e à FIFA em 2005, juntamente com Timor Leste. Ela ainda é membro da UAFA e da COSAFA.
Suas participações em competições restringiam-se inicialmente a nível regional, uma vez que Comores não se classificou para uma Copa do Mundo, e até 2021 nunca obteve a classificação para a Copa Africana de Nações, pela qual disputou as eliminatórias pela primeira vez em 2010, vencendo sua primeira partida em março de 2016, derrotando Botsuana por 1 a 0, gol de El Fardou Ben Nabouhane (maior artilheiro da equipe). Desde 2015, quando passou a convocar jogadores de origem comorense nascidos na França, o desempenho do time evoluiu positivamente, chegando a empatar sem gols com Gana pelas eliminatórias da Copa de 2018; outro resultado destacado foi um empate por 1 a 1 com a tradicional seleção de Camarões, que estreava o técnico neerlandês Clarence Seedorf. Em 25 de março de 2021, Comores conquistou a inédita classificação para a Copa Africana ao empatar sem gols com Togo, sendo o menor país a disputar a competição.
A maior vitória dos Celacantos foi um 7 a 1 sobre Seychelles, em setembro de 2021, e teve ainda 3 derrotas por 5 gols de diferença: 6 a 1 (maior derrota pelo número de gols) e 5 a 0 para a Seleção Mauriciana, respectivamente em 1979 e 2003, e outro 5 a 0, desta vez para Madagáscar, em 1993.

## Desempenho em Copas
- 1930 a 1974: Era parte da França.
- 1978 a 2006: Não se inscreveu.
- 2010 a 2022: Não se classificou.

## Desempenho em CAN's
- 1957 a 1974: Era parte da França.
- 1976 a 2008: Não se inscreveu.
- 2010 a 2019: Não se classificou.
- 2021: Oitavas-de-final.
- 2023: Não se classificou.

## Desempenho na Copa COSAFA
- 1997 a 2007: Não se inscreveu.
- 2008: Primeira fase.
- 2009: Primeira fase.
- 2013 a 2017: Não se classificou.
- 2018: Primeira fase.
- 2019: Quartas-de-final.
- 2021: Desistiu.
- 2022: Primeira fase.
- 2023: Primeira fase.
- 2024: Quarto lugar.

## Recordes
- Atualizado até 5 de julho de 2024[8]

Jogadores em negrito ainda em atividade pela Seleção Comorense.
| #  | Jogador             | Partidas | Gols | Em atividade |
| -- | ------------------- | -------- | ---- | ------------ |
| 1  | Youssouf M'Changama | 63       | 12   | 2010–        |
| 2  | Benjaloud Youssouf  | 46       | 4    | 2015–        |
| 3  | Ibroihim Djoudja    | 45       | 10   | 2017–        |
| 4  | Fouad Bachirou      | 41       | 0    | 2014–        |
| 5  | Nadjim Abdou        | 40       | 0    | 2010–2022    |
| 5  | Mohamed Youssouf    | 40       | 3    | 2011–        |
| 7  | Ben Nabouhane       | 39       | 19   | 2014–        |
| 8  | Saïd Bakari         | 38       | 0    | 2017–        |
| 9  | Ali Ahamada         | 36       | 0    | 2016–        |
| 10 | Ali M'Madi          | 34       | 0    | 2010–        |

| # | Jogador               | Gols | Partidas | Média por jogo | Em atividade |
| - | --------------------- | ---- | -------- | -------------- | ------------ |
| 1 | Ben Nabouhane         | 19   | 39       | 0.49           | 2014–        |
| 2 | Youssouf M'Changama   | 12   | 63       | 0.19           | 2010–        |
| 3 | Ibroihim Djoudja      | 10   | 45       | 0.22           | 2017–        |
| 4 | Faïz Selemani         | 6    | 32       | 0.19           | 2017–        |
| 5 | Affane Djambae        | 4    | 7        | 0.57           | 2023–        |
| 5 | Ahmed Mogni           | 4    | 31       | 0.13           | 2015–        |
| 5 | Benjaloud Youssouf    | 4    | 46       | 0.09           | 2015–        |
| 8 | Rafiki Saïd           | 3    | 4        | 0.75           | 2023–        |
| 8 | Myziane Maolida       | 3    | 5        | 0.6            | 2023–        |
| 8 | Ali Nassim M'Changama | 3    | 11       | 0.27           | 2019–        |
| 8 | Raïdou Boina Bacar    | 3    | 22       | 0.14           | 2015–        |
| 8 | Mohamed Youssouf      | 3    | 40       | 0.08           | 2011–        |

## Treinadores
| - Pierre Jacky (1985) - Herman Delépine (1985) - Massoudi Chébany (1998–2003) - Ali Mbaé Camara (2006–2007) - Mohamed Chamité (2009) - Manuel Amoros (2010) | - Jean-Paul Rossignol (2010) - Ali Mbaé Camara (2011–2013) - / Amir Abdou (2014–2022) - Younes Zerdouk (2022–2023) - Stefano Cusin (2023–) |